# Malîi Buzukiv, Smila
Malîi Buzukiv (în ucraineană Малий Бузуків) este un sat în comuna Holoveatîne din raionul Smila, regiunea Cerkasî, Ucraina.

## Demografie
Componența lingvistică a localității Malîi Buzukiv
     Ucraineană (97,41%)
     Rusă (2,59%)
Conform recensământului din 2001, majoritatea populației localității Malîi Buzukiv era vorbitoare de ucraineană (97,41%), existând în minoritate și vorbitori de rusă (2,59%).